# Mila Kumbatović
Mila Kumbatović (17. lipnja 1915. Omišalj – 16. listopada 2004. Zagreb) bila je hrvatska likovna umjetnica pod utjecajem postimpresionizma i cézannizma. Najpoznatije djelo joj je Portret Krčanke iz 1954. godine.

## Obrazovanje i rad
Završila je gimnaziju u Zagrebu 1933. i diplomirala je ALU 1939. Zaposlila se kao nastavnica u gimnaziji u Glini 1940. pa je od 1941. do 1943. radila u Sisku, a zatim do 1952. u Zagrebu. Kasnije je samostalno izlagala vlastita djela u Zagrebu, Krku, Rijeci, Beogradu i Parizu.
Rani radovi obuhvaćali su teme krajolika, mrtve prirode, dinamičnih portreta i autoportreta te pojedinosti otoka Krka. Glavna inspiracija bio joj je umjetnik P. Cézanne (Uz kamenolom, 1947.). Koristila je tehniku ulja toplih boja, bavila se kružnim motivima, flomasterima, bakrenom žicom, itd. Također eksperimentirala je čelikom i željezom (Kozmonaut, 1978.).
Izložba Otok jedne ljubavi  bila je predstavljena 2016. u spomen Mili Kumbatović i njenom mužu Otonu Glihi. Na izložbi su prikazana njihova djela insipirirana krčkim krajolicima.

## Djela
U kasnijim radovima bavila se apstrakcijom biomorfnih apstrakcija, oporih i jednobojnih površina (Svijetli krug, 1970.), zatim se vratila krčkim krajolicima i mozaiku (Škoj sv. Marka, 1974; Monstranca, 1975; Potonula lađa, 2002.). U 1970-im godinama počinje se baviti kiparstvom te u periodu 1975. – 1980. nastaje ciklus Industrijska skulptura u kojemu Mila Kumbatović rabi elemente strojeva i tvorničke proizvode kao dijelove trodimenzionalnih struktura.